# Bory (Fahrzeughersteller)
Bory war ein Hersteller von Automobilen und Motorrädern aus Österreich-Ungarn.

## Unternehmensgeschichte
Das Unternehmen von Jozef Bory begann 1870 in Székesfehérvár mit der Produktion von Kutschen. Später wurden auch Automobile und Motorräder hergestellt. 1910 endete die Produktion.